# Oratorio del Santissimo Crocifisso (Roccalbegna)
L'oratorio del Santissimo Crocifisso è un edificio religioso situato a Roccalbegna, nella provincia di Grosseto, in Toscana.

## Storia
L'oratorio venne edificato nel XIV secolo sui resti dell'antica pieve di San Giovanni, come attesta un'epigrafe all'interno che riporta l'anno 1388.

## Descrizione
L'edificio presenta una pianta rettangolare di origine trecentesca, coperta a capriate e completata dal campanile che si erge di fronte.
All'interno è conservata una piccola raccolta d'arte, le cui l'opera più significativa è la Croce attribuita a Luca di Tommè, databile verso il 1360. Tra le altre opere, le testate del cataletto della Compagnia di San Giovanni Battista, ascrivibili a Sebastiano Folli, raffiguranti la Madonna della Misericordia, Cristo in Pietà, Due confratelli in adorazione della Croce e un Angelo con la testa del Battista: tali opere sono state però trafugate negli anni ottanta. Si conservato inoltre tre dipinti siglati da Francesco Nasini: Sant'Antonio da Padova col Bambin Gesù, San Nicola di Bari con l'Angelo e la Madonna col Bambino.